# Шютц, Феликс
Фе́ликс Шютц (также встречается именование Щюц) (нем. Felix Schütz; род. 3 ноября 1987, Эрдинг, Бавария) — немецкий хоккеист, центральный нападающий. Игрок сборной Германии.

## Карьера
Шютц начал свою профессиональную карьеру в 2003 году, в молодёжной команде TSV Эрдинг. Затем он перешёл в молодёжную команду клуба Адлер Мангейм. В первом же сезоне своего выступления клуб выиграл титул. В сезоне 2004/05 перешёл в EV Landshut, клуб 2-й Бундеслиги. В сезоне 2005/06 планировалось, что Феликс будет играть в команде первой немецкой лиги ЕРК Ингольштадт, однако, Шютц решил испытать себя Северной Америке в Главной юниорской хоккейной лиги Квебека (QMJHL) в клубе Saint John Sea Dogs. У него получился хороший сезон, и он превратился в одного из лучших исполнителей в команде. В 2006 году перешёл в команду Foreurs de Val-d'Or. В 2006 году на драфте НХЛ Баффало Сейбрз был на сто семнадцатый Место в четвёртом раунде. Но в основную команду не попал и в 2007 году решил вернуться на родину в клуб ЕРК Ингольштадт. В мае 2008 года подписал 3-летний контракт с Баффало Сейбрз и играл два сезона в фарм-клубе команды Портленд Пайретс. После тренировочного лагеря в 2010 году снова не получил место в основе Баффало Сейбрз, Шюц решил расторгнуть контракт вернуться в Германию в клуб ЕРК Ингольштадт. В 2011 году перешёл Кёльнер Хайе. 20 июля 2013 года подписал контракт с российским клубом «Адмирал» из Владивостока. 18 сентября 2014 года подписал двухлетний контракт с немецкой командой Ред Булл Мюнхен.
В составе национальной сборной Германии участник чемпионатов мира 2010, 2011 и 2013 годов. В составе молодёжной сборной Германии участник чемпионатов мира 2005, 2006 и 2007 годов. В составе юниорской сборной Германии участник чемпионата мира 2005 г.

## Статистика (по состоянию на 11.12.15)
| 2004—2005 | Ландсхут Каннибалс | 2.BL  | 24 | 1  | 2  | 3  | 8  | 5  | 0 | 0  | 0  | 2  |
| 2005—2006 | Сент-Джон Си Догз  | QMJHL | 65 | 21 | 31 | 52 | 61 | —  | — | —  | —  | —  |
| 2006—2007 | Сент-Джон Си Догз  | QMJHL | 18 | 4  | 7  | 11 | 16 | —  | — | —  | —  | —  |
| 2006—2007 | Валь-д'Ор Форёрз   | QMJHL | 27 | 15 | 18 | 33 | 28 | 20 | 5 | 10 | 15 | 22 |
| 2007—2008 | ЕРК Ингольштадт    | DEL   | 46 | 12 | 13 | 25 | 76 | 3  | 0 | 1  | 1  | 2  |
| 2008—2009 | Портленд Пайретс   | АХЛ   | 78 | 15 | 27 | 42 | 61 | 5  | 1 | 1  | 2  | 2  |
| 2009—2010 | Портленд Пайретс   | АХЛ   | 67 | 13 | 14 | 27 | 61 | 3  | 0 | 0  | 0  | 10 |
| 2010—2011 | ЕРК Ингольштадт    | DEL   | 35 | 5  | 7  | 12 | 32 | 3  | 0 | 0  | 0  | 2  |
| 2013—2014 | Адмирал            | КХЛ   | 54 | 16 | 22 | 38 | 36 | 5  | 2 | 1  | 3  | 8  |
| 2014—2015 | Ред Булл Мюнхен    | DEL   | 9  | 3  | 2  | 5  | 6  | —  | — | —  | —  | —  |
| 2014—2015 | Адмирал            | КХЛ   | 15 | 3  | 4  | 7  | 16 | —  | — | —  | —  | —  |
| 2014—2015 | Авангард           | КХЛ   | 12 | 2  | 2  | 4  | 4  | 11 | 1 | 0  | 1  | 25 |
| 2015—2016 | Динамо Рига        | КХЛ   | 11 | 1  | 1  | 2  | 8  | —  | — | —  | —  | —  |
| 2015—2016 | Торпедо            | КХЛ   | 12 | 0  | 2  | 2  | 25 | —  | — | —  | —  | —  |